# Terbium
Terbium är ett metalliskt grundämne som tillhör lantanoiderna och de sällsynta jordartsmetallerna. Det upptäcktes 1843 av den svenska kemisten Carl Gustaf Mosander i Ytterby gruva i Stockholms skärgård och har fått sitt namn efter denna.

## Egenskaper
Rent terbium är en silvergrå, smidbar metall, relativt stabil i luft.

## Förekomst
I naturen hittar man terbium tillsammans med yttrium i mineral som cerit, gadolinit, euxenit och monazit. Kina producerar 99 procent av världens tillgång på terbium, främst i gruvdistriktet Bayan Obo i Inre Mongoliet.

## Användningsområde
I optiska komponenter ger terbium upphov till ett grönt ljus (fluorescens) och den används inom laserteknik, lysrör, lågenergilampor och bildrör för TV-apparater.